# Codonopsis henryi
Codonopsis henryi là loài thực vật có hoa trong họ Hoa chuông. Loài này được Oliv. mô tả khoa học đầu tiên năm 1891.